# بورچ (آریزونا)
بورچ (به انگلیسی: Burch) یک منطقهٔ مسکونی در ایالات متحده آمریکا است که در آریزونا واقع شده است. بورچ ۹۷۷ متر بالاتر از سطح دریا واقع شده است.